# Platja dels Esquirols
La Platja dels Esquirols està situada a la zona de llevant del municipi de Cambrils (Baix Camp). S'estén de la desembocadura de la riera de Maspujols cap a l'est, fins a la platja de Vilafortuny.
És de sorra de granulometria fina i aigües tranquil·les. Té una longitud de 1.100 m i una amplada mitjana 26 m. És una platja d'alta ocupació a l'estiu, ja que es troba en una semi-urbanitzada propera al nucli marítim del municipi. Està situada enfront de l'avinguda Diputació, a tocar del passeig marítim.
S'hi pot accedir en transport públic, ja que hi ha parades de l'autobús de línia regular Cambrils- Salou, i també amb vehicle privat. Disposa de zona d'aparcament (amb places per vehicles per a persones amb mobilitat reduïda), rampa d'accés a la platja, papereres, dutxes i lavabos i diversos bars de platja. És coneguda per l'escola de vela i d'altres esports nàutics. 
Com a element emblemàtic hi ha la torre de l'Esquirol o també coneguda com del telègraf, catalogada com a Bé d'Interès Nacional.